# Stanisław Śmierciak
Stanisław Śmierciak (ur. 20 czerwca 1944 w Popowicach) – polski działacz partyjny i państwowy, dziennikarz oraz rolnik, w latach 1987–1990 przewodniczący Prezydium Wojewódzkiej Rady Narodowej w Nowym Sączu.

## Życiorys
Ukończył technikum rolnicze w Wojniczu oraz studia z ekonomiki rolnictwa na Akademii Rolniczej w Krakowie. Podjął pracę jako agronom i kierownik służby rolnej w Piwnicznej. Zajął się prowadzeniem własnego gospodarstwa rolnego i sadowniczego, przewodniczył także Radzie Powiatowej Małopolskiej Izby Rolniczej w Nowym Sączu. Przez ponad 40 lat pisał również teksty do „Gazety Krakowskiej”.
Zaangażował się w działalność Zjednoczonego Stronnictwa Ludowego, od 1981 do 1989 kierował jego strukturami w województwie nowosądeckim. Przewodniczył Gminnej Radzie Narodowej w Starym Sączu, był też naczelnikiem miasta i gminy Stary Sącz. Zasiadał w Wojewódzkiej Radzie Narodowej w Nowym Sączu, w 1987 objął fotel przewodniczącego jej Prezydium. Zajmował to stanowisko do 1990. W 1989 bezskutecznie kandydował w okręgu nowosądeckim do Senatu. Później związał się z Polskim Stronnictwem Ludowym, był m.in. członkiem wojewódzkiej komisji rewizyjnej. W 2002 i 2010 wybierany do rady powiatu nowosądeckiego z ramienia lokalnego komitetu.

## Życie prywatne
Zawarł związek małżeński z Janiną, doczekał się syna i dwóch córek.